# Lepidodexia rufocaudatata
Lepidodexia rufocaudatata är en tvåvingeart som först beskrevs av Jacques-Marie-Frangile Bigot 1889.  Lepidodexia rufocaudatata ingår i släktet Lepidodexia och familjen köttflugor. Inga underarter finns listade i Catalogue of Life.